# Malfeytia sjostedti
Malfeytia sjostedti är en insektsart som beskrevs av Victor Lallemand 1925. Malfeytia sjostedti ingår i släktet Malfeytia och familjen lyktstritar. Inga underarter finns listade i Catalogue of Life.